# Stilobezzia gambiae
Stilobezzia gambiae är en tvåvingeart som beskrevs av Clastrier och Wirth 1961. Stilobezzia gambiae ingår i släktet Stilobezzia och familjen svidknott. Inga underarter finns listade i Catalogue of Life.